# Kristine Heltberg
Ellen Kristine Hansen Heltberg, född 12 juli 1924 i Warszawa, död 7 juni 2003, var en dansk slavist, motståndskvinna och politiker för Socialistisk Folkeparti. Hon var folketingsledamot 1971-1977.
Kristine Heltberg var dotter till direktören för Det Forenede Dampskibsselskab, Holger Kristian Immanuel Hansen Heltberg (1899-1973) och Romana Luidor (1896-1989), lektor i litteraturvetenskap på Warszawas universitet. Heltberg växte upp i Warszawa och hade polska som modersmål. Fadern flyttade till Danmark och 1936 kom Heltberg och hennes mor efter, då nazismen började utgöra ett hot. Hon tog studentexamen från Ordrup gymnasium 1942 med det högsta betygsgenomsnittet och började sedan studera tyska och latin vid Köpenhamns universitet. Hon gick dock över till slavisk filologi. Studierna blev tidvis avbrutna då hon tillsammans med modern engagerade sig i både den danska och den polska motståndsrörelsen under andra världskriget. Hon träffade sin första man, socionomen Aage Netteberg, i dessa sammanhang. De tvingades fly till Sverige 1943 och gifte sig 1944. Efter återkomsten till Danmark 1945 återupptog hon sina studier och tog magisterexamen 1950 med avhandlingen En undersøgelse af verbalaspekternes brug hos Stefan Zeromski, för vilken hon tilldelades Köpenhamns universitets guldmedalj. 1953 tog hon doktorsexamen med avhandlingen Études sur le verbe polonais och var därmed den första kvinnan i Danmark med en doktorsexamen i slavisk filologi. Hon var adjunkt vid Köpenhamns universitet (1955-1960) och sedan professor i slaviska språk och litteratur vid Odense universitet (1966-1973) och lektor vid Köpenhamns universitet (1973-1994). Hon skildes från Netteberg 1960 och gifte om sig 1966 med lektorn Christian Frahm.
Heltbergs politiska engagemang började i gymnasieåren då hon engagerade sig i Dansk Gymnasiastforbund. Det var dock först 1958 som hon anslöt sig till ett politiskt parti, det nybildade Socialistisk Folkeparti. Hon var folketingsledamot 1971-1977 och engagerade sig bl.a. i utbildnings- och utrikespolitik. Hon lämnade partiet 1977 på grund av missnöje med delar av dess politik. Hon var ordförande av Dansk-Polsk-Selskab (1978-1995).

## Erkännanden
- C.E.C. Gads Fonds pris (1963)
- Selskabet for Europæisk Kulturs Pris (1980)
- Polonia Restituta (1990)